# Enees Tàctic
Enees Tàctic (en grec antic: Αἰνείας Τακτικός, llatí: Aeneas Tacticus) fou un escriptor de l'antiga Grècia del segle iv aC. Va ser un dels primers autors en matèria de tàctica militar, i és conegut per una obra sobre com resistir un setge que s'ha conservat fins als nostres dies.
Es tracta probablement del mateix personatge esmentat per Xenofont com a Enees d'Estimfal, qui es va distingir en temps de la batalla de Mantinea com a general dels arcadis (362 aC).
La seva obra conservada sobre l'art de la guerra (τακτικόν τε καί πολιορκητικόν ὑπόμνημα περί τοῦ πως χρή πολιορκούμενον ἀντέχειν, comunament Commentarius Poliorceticus) és probablement només una part d'una obra més extensa, intitulada στρατηγικὰ βιβλία, o περὶ τῶν στρατηγικῶν ὑπομνήματα.

## Edicions
- Aeneas Tactitus, Asclepiodotus, and Onosander (en anglès). Traducció: Illinous Greek Club.  Loeb Classical Library, 1923. ISBN 0-674-99172-9.
  - Transcripció del text grec i la traducció al web Lacus Curtius